# Iowana Sera Vakeloloma
Iowana Sera Vakeloloma (ur. 7 września 1973) – fidżyjska lekkoatletka, specjalizująca się w skoku o tyczce.
Medalistka igrzysk Południowego Pacyfiku.

## Rekordy życiowe
- skok o tyczce – 2,90 (2003) były rekord Fidżi[2]